# Navio Polivalente Logístico
O Navio Polivalente Logístico, também referido como NPL ou NavPol, trata-se de um projecto de um navio logístico anfíbio de desembarque desenvolvido pela Howaldtswerke-Deutsche Werft GmbH para o estado Português como contrapartida pela compra dos submarinos da classe Tridente.
O projeto do navio prevê uma doca alagável à popa, para transporte de lanchas de desembarque, e de um grande convés de voo para operar vários tipos de helicópteros. O navio terá também a capacidade de transportar um batalhão de Fuzileiros, ou do Exército, e várias dezenas de viaturas.
O projeto está avaliado em 15 milhões de euros e a construção do navio tem um custo estimado de 230 milhões de euros e é considerado um dos mais importantes na reestruturação da marinha portuguesa.

## História
A marinha portuguesa desenvolveu um estudo a partir de 1997 com vista a fazer um levantamento dos requisitos operacionais e características técnicas que seriam necessárias para um navio de transporte logístico.
Este estudo sucede a consideração de ofertas de navios da classe Newport e do HMAS Tobruk (L 50) para desempenhar essas funções, e levou a marinha portuguesa a mostrar interesse pelos navios da classe Galicia e da classe Rotterdam.
- Em 2005 o Ministério da Defesa assinou um contrato-base, que terminará a 31 de Dezembro de 2011, para a construção do navio.
- Em 2009 o Ministro da Defesa do XVII Governo Constitucional de Portugal, Nuno Severiano Teixeira , declarou que o NavPol "É um projeto estratégico, um navio fundamental para as Forças Armadas Portuguesas e, por isso, ser-lha-á dada alta prioridade na revisão da Lei da Programação Militar".[7] Contudo, a adjudicação do contrato de construção não se concretizou.
- Em 2011 o XIX Governo Constitucional de Portugal suspendeu o projeto sem avançar uma data para ser retomado.[1]  A suspensão deveu-se a falta de verbas, tendo o projeto, tido pelos militares como o "mais necessário",  passado a ser considerado "de longo prazo".[3]
- Em 2011-12-28 o projeto do navio foi entregue pela HDW aos estaleiros de Viana do Castelo.[1]
- Em 2012-09-20, o XIX Governo Constitucional de Portugal, no âmbito da reprivatização dos Estaleiros Navais de Viana do Castelo, comprou o projeto do NavPol  de maneira a "salvaguardar que as suas especificidades e características únicas permanecem na propriedade do Estado, tendo em vista a sua potencial construção futura e a sua utilização como um elemento importante nas relações na área da defesa com outros países".[8]
- Em 2015 chegou a ser equacionada a compra de um Navio Polivalente Logístico em segunda mão, tendo a Marinha Portuguesa demonstrado interesse no navio Siroco (L 9012), opção que foi mais tarde descartada, pela incompatibilidade desta navio operar os AgustaWestland EH101 da Força Aérea Portuguesa devido a limitações estruturais.[9]

- Em 2018-07-30 o primeiro-ministro de Portugal, António Costa, anunciou a intenção de realizar a construção do Navio Polivalente Logístico para a Marinha de Portugal bem como seis navios-patrulha oceânicos, pela West Sea.[10]
- Em 2019-05-03 uma nova Lei de Programação Militar foi aprovada, onde está alocada uma verba de 150 milhões de euros para a construção do NavPol.[11]